# Toon van den Heever
Pour les articles homonymes, voir Van den Heever.
François Petrus (Toon) van den Heever né le 29 novembre 1894 à Heidelberg au Transvaal et décédé le 29 janvier 1956 à Bloemfontein dans l'État libre d'Orange) est un magistrat et écrivain d'Afrique du Sud, issu de la communauté afrikaner. Il est l'un des auteurs de langue afrikaans les plus notables des années 1930 en Afrique du Sud. 
Après des études de droit à l'université de Pretoria, Toon van der Heever devint magistrat. En 1921, il était inscrit au barreau de Windhoek dans le Sud-Ouest africain puis il devint conseiller juridique du gouvernement sud-africain. Il termina sa carrière professionnelle comme juge à la cour d'appel de Bloemfontein.